# Kislinger
Kislinger je priimek v Sloveniji, ki ga je po podatkih Statističnega urada Republike Slovenije na dan 1. januarja 2010 uporabljalo manj kot 5 oseb.

## Znani nosilci priimka
- Ivo Kislinger (1896—1919?)
- Juro Kislinger (1931—1999), literarni zgodovinar, pisatelj, dramatik, gledališčnik